# Flugplatz Coober Pedy

i7
i11
i13
Der Coober Pedy Airport (IATA CPD, ICAO: YCBP) ist ein kleiner Flugplatz in der Nähe der gleichnamigen südaustralischen Opalgräberstadt Coober Pedy.
Es gibt einen täglichen Linienflug nach Adelaide, durchgeführt von Regional Express Airlines (REX).
Es können von Coober Pedy aus Flüge zu den Anna Creek Painted Hills unternommen werden.